# Siebolds Primel
Die Siebolds Primel (Primula sieboldii) ist eine Pflanzenart in der Familie der Primelgewächse (Primulaceae). Als Trivialnamen werden auch Siebold-Primel oder Siebolds Schlüsselblume verwendet. Namensgeber ist der deutsche Arzt und Botaniker Philipp Franz von Siebold, der die Jahre 1823 bis 1829 sowie 1859 bis 1862 in Japan verbrachte. Die Siebolds Primel ist im südöstlichen Nordasien und Ostasien beheimatet und wird als Zierpflanze verwendet.

## Beschreibung

### Erscheinungsbild und Laubblatt
Die Siebolds Primel ist eine  ausdauernde krautige Pflanze mit Wuchshöhen von 12 bis 25 (bis 30) Zentimeter.
Die in einer grundständigen Rosette zusammen stehenden Laubblätter bestehen aus Blattstiel und Blattspreite. Der dicht behaarte Blattstiel weist eine Länge von 4 bis 12 (bis 18) Zentimeter auf. Die  mehrzellige und gräuliche Haare tragende Blattspreite ist mit einer Länge von 4 bis 10 Zentimeter und einer Breite von (2) 3 bis 7 Zentimeter eiförmig-länglich bis länglich und am Spreitengrund herzförmig oder selten fast gerundet bis zu gestutzt.
Der Blattrand ist gekerbt-gelappt und die Spitze zeigt sich abgerundet. Die Lappen sind gekerbt-gezähnt.

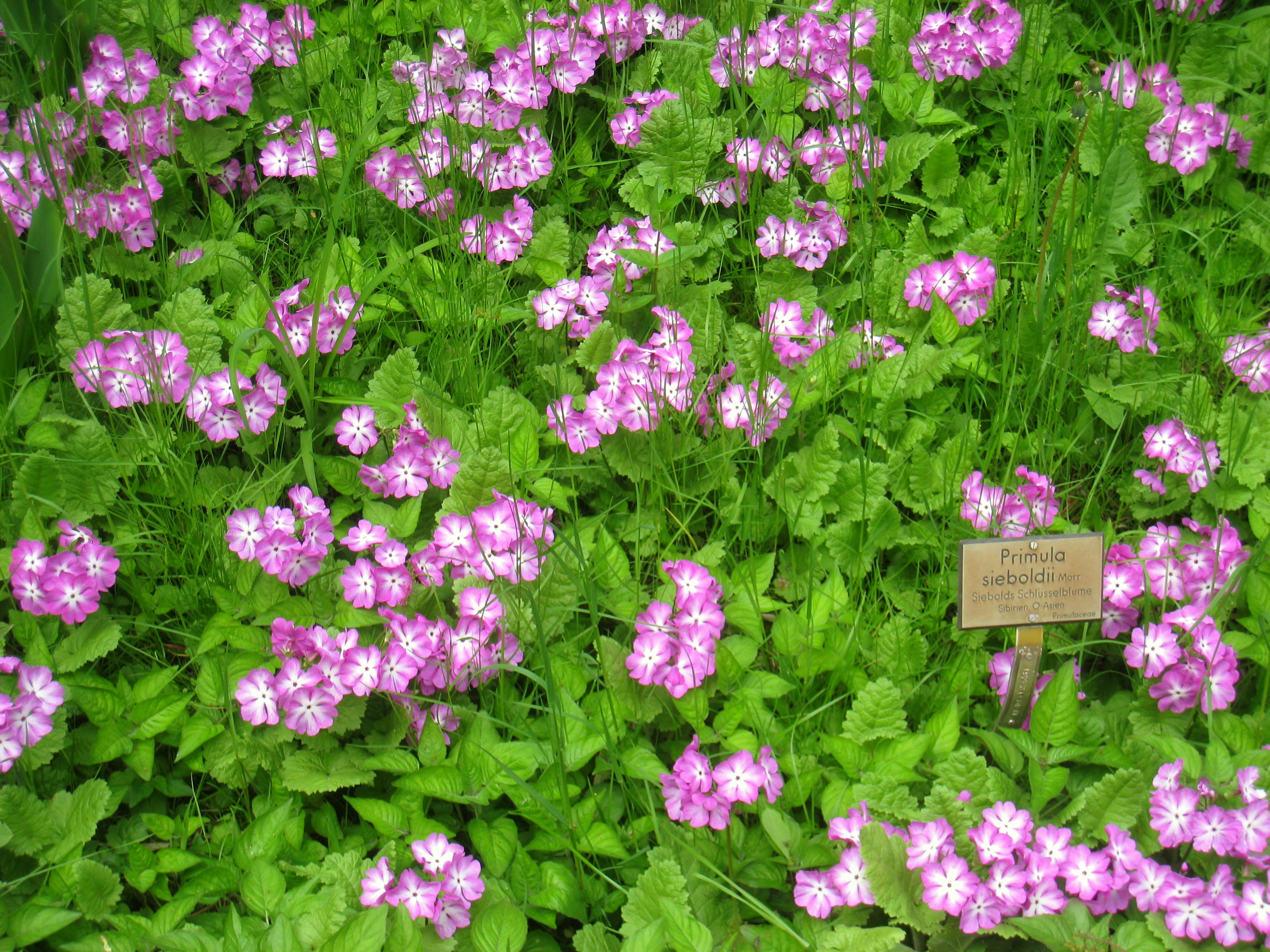
Bestand der Siebolds Primel (Primula sieboldi) im Botanischen Garten Berlin

### Blütenstand und Blüte
Die Blütezeit liegt im Mai. Der 12 bis 25 (bis 30) Zentimeter lange Blütenstandsschaft ist behaart. Der doldige Blütenstand enthält 5 bis 15 Blüten und mit einer Länge von 4 bis 10 Millimeter linealisch-lanzettliche Tragblätter. Die schwach behaarten oder verkahlenden Blütenstiele sind 0,4 bis 3 Zentimeter lang.
Die zwittrigen Blüten sind heterostyl, radiärsymmetrisch und fünfzählig mit doppelter Blütenhülle. Die fünf 6 bis 8 Millimeter langen, sich während der Fruchtbildung bis zu 1,5 Zentimeter verlängernden Kelchblätter sind ab der Hälfte oder darüber glockenförmig verwachsen. Die lanzettlichen bis eiförmig-lanzettlichen, behaarten oder unbehaarten Kelchblattzähne zeigen sich mehr oder weniger ausgebreitet. Die fünf rosafarbenen bis lila-violetten und selten weißen Kronblätter sind zu einer 0,9 bis 1,3 Zentimeter langen Kronenröhre verwachsen. Der 1 bis 2 (bis 3) Zentimeter breite Kronsaum besitzt verkehrt-eiförmige, an der Spitze zweifach gespaltene Kronblattlappen. Die Heterostylie der Blüten zeigt sich daran, dass entweder die Staubblätter etwas unterhalb der Mitte der Kronröhre entspringen und der Griffel etwa so lang ist wie die Kronröhre oder die Staubblätter dem obersten Bereich der Kronröhre entspringen und der Griffel zirka halb so lang wie die Kronröhre ist.

### Frucht
Die annähernd kugelförmige Kapselfrucht ist etwa halb so lang wie der Kelch. Die Früchte reifen im Juni.

### Chromosomenzahl
Die Chromosomenzahl beträgt 2n = 22, 24, 26, 29, 36.

## Vorkommen
Die Siebolds Primel ist im südöstlichen Sibirien Russlands, in nordöstlichen Provinzen Chinas, in Japan und auf der koreanischen Halbinsel beheimatet. Sie besiedelt nasse Habitate in Wäldern.

## Systematik
Die Erstbeschreibung von Primula sieboldii erfolgte im Jahr 1873 Charles Jacques Édouard Morren in La Belgique Horticole, Band 23, S. 97. Als Synonyme für Primula sieboldii E.Morren werden Primula patens Turcz., Primula patens var. genuina Skvortzow und Primula patens var. manshurica Skvortzow genannt. Primula sieboldii gehört zur Sektion Cortusoides in der Untergattung Auganthus innerhalb der Gattung Primula.
Von Primula sieboldii wurden drei Formen veröffentlicht, über ihre Gültigkeit ist nichts bekannt:
- Primula sieboldii f. hortensis H.Takeda
- Primula sieboldii f. patens (Turcz.) Kitag.
- Primula sieboldii f. spontanea H.Takeda

## Verwendung
In Japan wird die Siebolds Primel – dort sakurasō ‚Kirschblütengras‘ genannt – traditionell seit Jahrhunderten kultiviert. Sie wird in vielen Ländern der Welt als Zierpflanze in Parks und Gärten verwendet. Durch Züchtung sind zahlreiche Sorten der Siebolds Primel entstanden.

## Sonstiges
Das Tajimagahara-Primelhabitat in Saitama wurde 1952 zum besonderen Naturdenkmal Japans erklärt.